# 클랜 (영화)
《클랜》(스페인어: El Clan)은 2015년 공개된 아르헨티나의 범죄 영화로, 파블로 트라페로가 감독을 맡았다. 제72회 베네치아 영화제에서 메인 부분의 경쟁작으로 초연되었으며, 은사자상을 수상하였다.

## 출연

### 주연
- 길예르모 프란셀라
- 피터 란자니
- 릴리 포포비크

### 조연
- 기셀레 모타
- 안토니아 벤고에체아

## 기타
- 공동제작: 엑셀 쿠쉐바츠키
- 의상: 줄리오 수아레즈
- 배역: 하비에르 브레이어